# Сава Паница
Сава Евстатиев Паница е български търговец и политик.

## Биография
Роден е през 1834 г. Учи при Никола Михайловски във френското училище на Лазаристите в Бебек, знае гръцки и свири на флейта. Ръководи семейната фирма Братя Евстати Паница, създадена през 60-те години на XIX в. във Виена за комисионна търговия и банкерство, съществуваща до 1912 г. Касиер е на културно-просветното дружество на виенските българи „Напредък“ и е дарител. Умира през 1926 г.